# Bành Sủng
Bành Sủng (chữ Hán: 彭宠, ? – 29), tên tự là Bá Thông, người huyện Uyển, quận Nam Dương, Kinh Châu  là thủ lĩnh quân phiệt đầu đời Đông Hán trong lịch sử Trung Quốc. Ông từng phục vụ nhà Tân, sau đó khởi binh rồi lần lượt quy thuận các chính quyền của Canh Thủy đế, Quang Vũ đế, cuối cùng tự lập làm Yên vương, trở thành một trong các thủ lĩnh quân phiệt.

## Quy thuận Canh Thủy
Cha Bành Sủng là Bành Hoành, thời Hán Ai đế làm đến thái thú Ngư Dương, dung mạo hùng vĩ, ăn uống rất khỏe, có oai ở vùng biên; vì không ăn cánh với Vương Mãng nên bị giết.
Bành Sủng thiếu thời làm quận lại, trong những năm Địa Hoàng (20 – 23) làm Đại tư không sĩ. Tháng 4 (ÂL) năm 22, theo Vương Ấp đông hạ trấn áp nghĩa quân Lục Lâm. Sủng đến Lạc Dương, nghe tin em trai của mình gia nhập nghĩa quân, sợ tội, lập tức cùng người đồng hương là Ngô Hán trốn đi Ngư Dương, vốn là nhiệm sở cũ của cha.
Tháng 9 (ÂL) năm 23, Canh Thủy lên ngôi, sai yết giả Hàn Hồng cầm cờ tiết kêu gọi các châu phía bắc, được phép đặt các quan chức lương bổng dưới 2000 thặng. Hồng vốn là người quận Nam Dương, đến đất Kế gặp Sủng, Hán, nhận đồng hương thì rất mừng, lập tức bái ông làm Thiên tướng quân, hành Ngư Dương thái thú sự, Hán làm An Nhạc lệnh.  

## Quy thuận Lưu Tú
Tháng 10 (ÂL), Lưu Tú nhận lệnh đi phủ dụ Hà Bắc, đến đất Kế, gởi thư chiêu hàng, Sủng bày bò, rượu để đợi gặp mặt. Gặp lúc Vương Lang khởi binh, truyền hịch Yên, Triệu, kêu gọi nhân dân Ngư Dương, Thượng Cốc, người phương bắc đi theo ông ta rất nhiều, nhưng Ngô Hán thuyết phục ông đi theo Lưu Tú. Bấy giờ Thượng Cốc thái thú Cảnh Huống cũng sai Công tào Khấu Tuân đến gặp Sủng, đề nghị liên kết hưởng ứng Lưu Tú. Ông bèn phát 3000 bộ kỵ, lấy Ngô Hán làm hành Trưởng sử, cùng Đô úy Nghiêm Tuyên, Hộ quân Cái Diên, Hồ Nô lệnh Vương Lương, hợp với quân Thượng Cốc nam hạ, đuổi kịp Lưu Tú ở Quảng A. Lưu Tú thừa chế phong Sủng làm Kiến Trung hầu, ban hiệu Đại tướng quân. Khi quân Hán vây Hàm Đan (24), ông vận chuyển lương thực, trước sau không dứt. 
Tháng 5 (Âl) năm 25, Lưu Tú đuổi đánh nghĩa quân Đồng Mã, gặp Sủng ở đất Kế. Ông tự phụ công lớn, cho rằng Lưu Tú đối đãi với mình chưa tương xứng, có ý bất mãn. Lưu Tú biết, hỏi U Châu mục Chu Phù. Phù cho rằng Sủng muốn được đối đãi như các bậc đại hiền thời xưa, nhưng không được nên thất vọng, Lưu Tú bỏ qua việc này.
Khi Lưu Tú lên ngôi (cùng năm 25), là Quang Vũ đế, bộ hạ cũ của ông là Ngô Hán, Vương Lương đều làm đến tam công, mà Sủng thì không được gia chức gì cả, càng ấm ức không vui, than rằng: Công của ta đáng được làm vương, ấy thế mà, bệ hạ quên ta rồi chăng? 

## Phản Hán tự lập
Khi ấy các nơi phía bắc tan hoang vì chiến loạn, chỉ có Ngư Dương tương đối toàn vẹn, lại giữ được các cơ quan quản lý muối và sắt, Sủng đem đổi lấy lương thực, tích trữ tiền tài, ngày càng giàu mạnh, khiến Châu mục Chu Phù đố kỵ, nhiều lần gièm pha.
Mùa xuân năm 26, Quang Vũ đế tin lời Chu Phù, hạ chiếu bắt Bành Sùng vào triều. Sủng sợ Phù hãm hại, dâng sớ xin cùng đi với Phù để đối chất, lại gửi thư cho Ngô Hán, Cái Diên, hết lời kể tội Phù, cố nài bắt ông ta cùng đi. Quang Vũ đế không đồng ý, Sủng càng ngờ vực. Mà vợ Sủng tính cứng rắn, không chịu uất ức, nên khuyên ông đừng đi. Sủng cùng thân tín bàn bạc, mọi người đều oán Phù, cũng khuyên như vậy. Hán Quang Vũ đế sai con của em họ của Bành Sủng là Tử Hậu Lan Khanh đến dụ. Sủng bèn giữ Tử Hậu Lan Khanh lại, rồi phát binh làm phản, tự làm tướng đưa 2 vạn quân tấn công Phù ở đất Kế, chia quân đánh các quận Quảng Dương, Thượng Cốc, Hữu Bắc Bình. Sủng sai sứ mời gọi Cảnh Huống, nhưng Huống bắt chém sứ giả. 
Mùa thu, Hán Quang Vũ đế sai Du kích tướng quân Đặng Long cứu đất Kế. Long đóng quân ở phía nam đất Lộ, Phù đóng quân ở Ung Nô, hai nơi cách nhau hàng trăm dặm. Sủng dốc quân xuôi Hoàng Hà đánh Long, phái riêng 3000 kỵ binh tập kích phía sau, đại phá quân Hán. Phù ở xa, không thể cứu, đành quay về Kế.
Mùa xuân năm sau (27), Bành Sng chiếm được mấy huyện thuộc Hữu Bắc Bình, Thượng Cốc, sai sứ đem mỹ nữ, lụa là đút lót Hung Nô, lại liên kết với Trương Bộ cùng các lộ nghĩa quân tại Phú Bình, Hoạch Tác, trao đổi con tin với nhau. Sau đó, Sủng chiếm được Kế, tự lập làm Yên vương.   

## Cái chết
Vợ của Sủng mơ thấy ác mộng, lại gặp nhiều chuyện lạ, thầy bói đoán rằng sẽ có nội loạn. Ông nghi ngờ cháu trai Tử Hậu Lan Khanh, bèn sai Tử Hậu Lan Khanh đưa quân ra ngoài, bên cạnh cũng không giữ bất cứ người thân tín nào.
Mùa xuân năm 29, bọn gia Tử Mật gồm 3 người nhân dịp Sủng trai giới, đang nằm ngủ một mình, cho bắt trói, giả truyền mệnh của ông phân tán các nô tỳ đi chỗ khác, rồi lừa bắt cả vợ của Sủng. Sau khi lấy được một số tài sản, bọn Tử Mật ép Sủng viết giấy thông hành, xong, chém đầu cả hai vợ chồng, gói lại, ra khỏi thành chạy thẳng đến kinh đô. Hán Quang Vũ Đế phong cho bọn chúng làm Bất Nghĩa hầu.
Thủ hạ của Sủng là thượng thư Hàn Lập cùng lập con của Sủng là Bành Ngọ làm vương, lấy Tử Hậu Lan Khanh làm tướng quân. Vài ngày sau, quốc sư Hàn Lợi phát động binh biến, giết cả họ của Sủng, đem đầu Ngọ đến chỗ Chinh lỗ tướng quân Sái Tuân xin hàng. 